# Woodsia × abbeae
Woodsia × abbeae là một loài dương xỉ trong họ Woodsiaceae. Loài này được Butters mô tả khoa học đầu tiên năm 1941.
Danh pháp khoa học của loài này chưa được làm sáng tỏ. 